# 634-5789 (Soulsville, U.S.A.)
634-5789 (Soulsville, U.S.A.) är en soullåt skriven av Eddie Floyd och Steve Cropper. Den lanserades som singel av Wilson Pickett 1966 och togs med på hans album The Exciting Wilson Pickett. Singeln blev en framgång och den toppade R&B-singellistan i USA i sju veckor.
Otis Redding spelade 1966 in låten till sin skiva The Soul Album. Ry Cooder spelade in den till albumet Borderline 1980. 1988 spelades låten in av Tina Turner i duett med Robert Cray och togs med på hennes album Tina Live in Europe. Pickett och Floyd framförde låten i filmen Blues Brothers 2000.

## Listplaceringar
- Billboard Hot 100, USA: #13[1]
- Billboard R&B Singles: #1
- UK Singles Chart, Storbritannien: #36[2]